# Inés Milberg
Inés Milberg fue una nadadora argentina que formó parte de la delegación de su país en el Campeonato Sudamericano de Natación de 1935 en Río de Janeiro, el primero en el que también compitieron mujeres. En el Campeonato Sudamericano de Natación de 1937 celebrado en Montevideo, Uruguay, ganó el relevo 4x100m estilo libre junto a Dora Rhodius, Jeanette Campbell y Celia Milberg.